# Hemichromis elongatus
Hemichromis elongatus Guichenot, 1861 è un pesce d'acqua dolce della famiglia Cichlidae.

## Descrizione
Si differenzia da H. fasciatus per la colorazione ed il comportamento. Inoltre, H. elongatus rimane leggermente più piccolo, raggiungendo allo stadio adulto una lunghezza di circa 15 cm.
Questa specie si distingue dalle altre di questo genere soprattutto per la colorazione di fondo verde-argentea che, negli esemplari adulti, è particolarmente evidente nella parte inferiore del corpo, dal mento alla coda. A differenza di H. fasciatus e H. frempongi, questa specie ha le pinne di un colore nerofumo. Le cinque macchie scure, rotonde, sui fianchi, si possono anche trasformare in strisce verticali scure.
Durante il periodo dei giochi amorosi e della riproduzione i maschi assumono una colorazione di un intenso verde scuro ed a volte diventano completamente neri perdendo così le macchie sui fianchi.

## Distribuzione e habitat
Dalla Guinea, attraversando la Sierra Leone e l'intera zona costiera dell'Africa occidentale, si estende fino al Congo-Brazzaville, al Congo-Kinshasa ed all'Angola; persino nello Zambia.